# Macerio chabon
Macerio chabon là một loài nhện trong họ Miturgidae.
Loài này thuộc chi Macerio. Macerio chabon được M. J. Ramírez miêu tả năm 1997.